# John Collins Warren

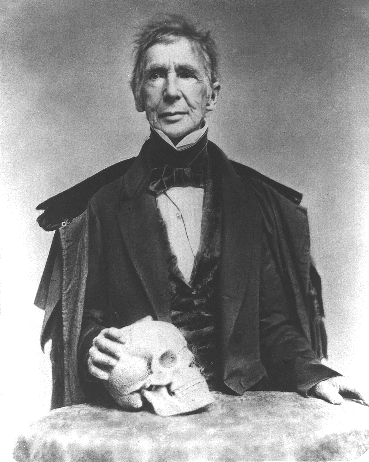
Dr. JohnWarren.

John Collins Warren (1 de Agosto de 1778 - 4 de Maio de 1856), foi um médico estadunidense fundador da revista médica The New England Journal of Medicine. Participou da primeira cirurgia com anestésico efetuada pelo Dr. Morton.